# Winkel (Haut-Rhin)
Winkel is een gemeente in het Franse departement Haut-Rhin (in de regio Grand Est. De plaats maakt deel uit van het arrondissement Altkirch. Winkel telde op 1 januari 2022 291 inwoners.

## Geschiedenis
In 1939-1940 tijdens de Schemeroorlog werd de bevolking van Winkel geëvacueerd naar Commensacq in het departement Landes.
De gemeente maakte voor 2015 deel uit van het kanton Ferrette tot het op 22 maart 2015 werd opgeheven en de gemeenten werden opgenomen in het kanton Altkirch.

## Geografie
De oppervlakte van Winkel bedraagt 7,87 vierkante kilometer; Op 1 januari 2022 was de bevolkingsdichtheid 37 inwoners per km².
In de gemeente, ten oosten van het dorpscentrum, ontspringt de Ill, een zijrivier van de Rijn.

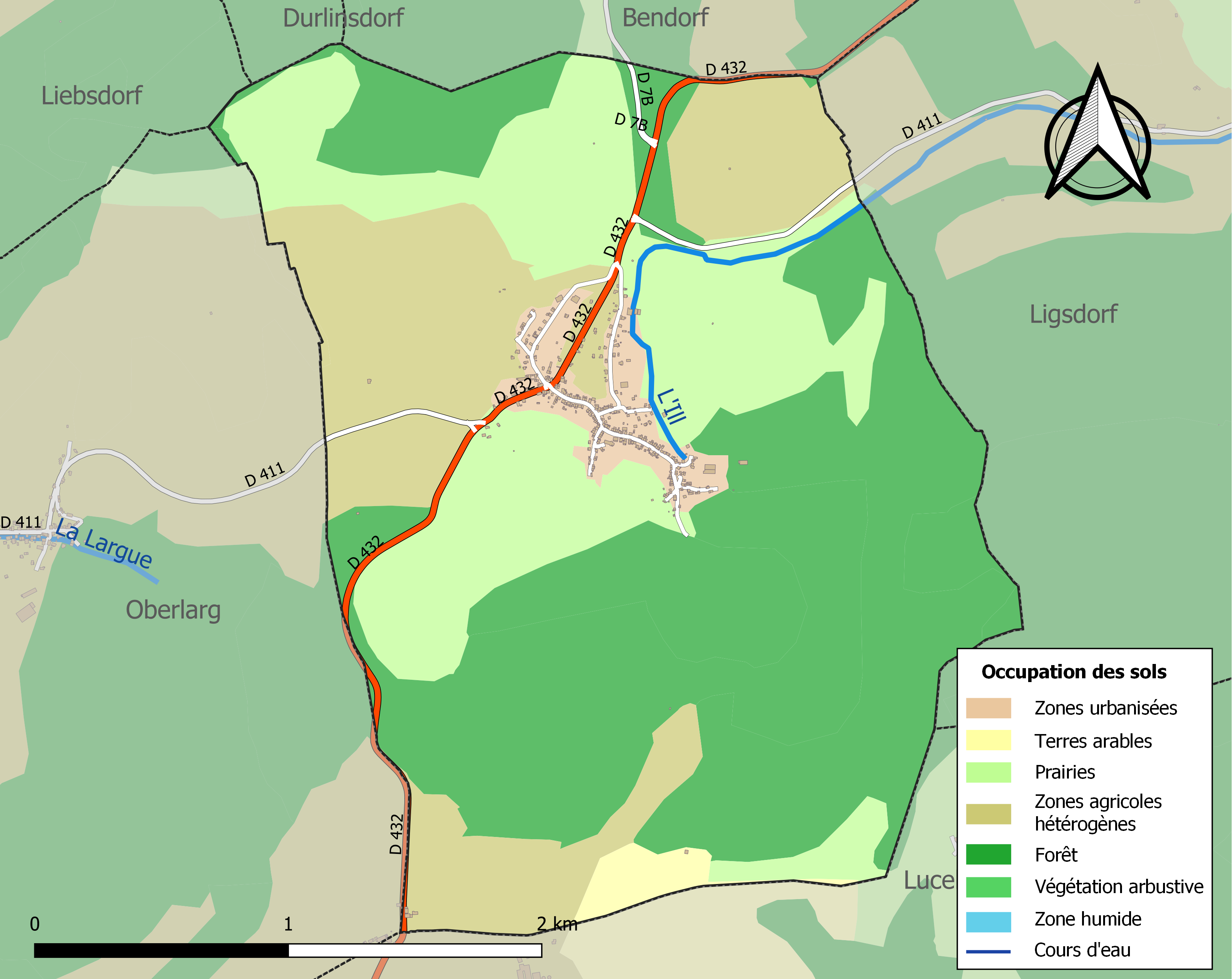
Kaart van de gemeente met de belangrijkste infrastructuur, bodemgebruik en omliggende gemeenten

## Demografie
Onderstaande figuur toont het verloop van het inwonertal.
Altkirch · Aspach · Bendorf · Berentzwiller · Bettendorf · Bettlach · Biederthal · Bisel · Bouxwiller · Carspach · Courtavon · Durlinsdorf · Durmenach · Emlingen · Feldbach · Ferrette · Fislis · Franken · Frœningen · Hausgauen · Heidwiller · Heimersdorf · Heiwiller · Hirsingue · Hirtzbach · Hochstatt · Hundsbach · Illfurth · Illtal · Jettingen · Kiffis · Kœstlach · Levoncourt · Liebsdorf · Ligsdorf · Linsdorf · Lucelle · Luemschwiller · Lutter · Mœrnach · Muespach · Muespach-le-Haut · Oberlarg · Obermorschwiller · Oltingue · Raedersdorf · Riespach · Roppentzwiller · Ruederbach · Saint-Bernard · Schwoben · Sondersdorf · Spechbach · Steinsoultz · Tagolsheim · Tagsdorf · Vieux-Ferrette · Waldighofen · Walheim · Werentzhouse · Willer · Winkel · Wittersdorf · Wolschwiller